# Dyuylyun
Dyuylyun (azerbajdzjanska: Düylün) är en ort i Azerbajdzjan.   Den ligger i distriktet Nachitjevan, i den sydvästra delen av landet, 400 km väster om huvudstaden Baku. Dyuylyun ligger 910 meter över havet och antalet invånare är 787.
Terrängen runt Dyuylyun är lite bergig. Närmaste större samhälle är Deste, 8,0 km söder om Dyuylyun. 
Trakten runt Dyuylyun består i huvudsak av gräsmarker. Runt Dyuylyun är det ganska glesbefolkat, med 27 invånare per kvadratkilometer.